# 2019年コロナウイルス感染症流行に対する世界保健機関の対応
2019年コロナウイルス感染症流行に対する世界保健機関の対応 （2019ねんコロナウイルスかんせんしょうりゅうこうにたいするせかいほけんきかんのたいおう）では、新型コロナウイルス感染症（COVID-19）の世界的な流行に対する世界保健機関（WHO）の対応について扱う（以下、「世界保健機関」は「WHO」と表記する）。

## 概要
WHOは、新型コロナウイルス感染症の世界的な流行の収束に向けて、世界各国間の協調を牽引している国際機関である。2020年1月5日、WHOは中国で「原因不明の肺炎」が発生したと世界へ通知し、その後も追跡調査を継続した。1月20日、この「肺炎」がヒトからヒトへと感染することを確認し、1月30日には、この「アウトブレイク（感染爆発）」が「国際的に懸念される公衆衛生上の緊急事態」に当たると宣言し、全世界に対し備えるよう警告を発した。3月11日、WHOは、新型コロナウイルス感染症の「アウトブレイク（感染爆発）」は「パンデミック（世界的流行）」になったと宣言した。
WHOは、パンデミック対策に必要な資金を集める「WHOのための新型コロナウイルス感染症連帯対応基金」や有望な治療法を調査する「連帯トライアル」などの取り組みをリードしている。他方、外部からは「対応が余りにも遅い」、あるいは「中国批判を避けている」といった批判を受けている。
2023年5月5日に「国際的に懸念される公衆衛生上の緊急事態」については解除されたが、依然として世界の公衆衛生に対する大きな脅威であると声明している。

## 経過

### 2021年11月
11月26日、世界保健機関のSARS-CoV-2の進化に関するTechnical Advisory Groupは、PANGO識別子B.1.1.529を懸念される変異株と宣言し、ギリシア文字のオミクロン（Omicron）として指定した。なお、前のミュー株の次のギリシア文字だったニューとクサイ/クシーはスキップされた。理由はニューが英語の「New」と、クサイ/クシーの英語表記のXiが一般的な中国の姓と混同しやすいためである。特にクサイ/クシーのスキップについては、中国共産党総書記の習近平（Xi Jinping）の名字との重複を回避した可能性も指摘されたが、WHOは「クサイ（xi）は、よくある姓なので使用しなかった」、「我々は特定の文化、社会、国家、地域、民族、職業群に対する攻撃を防ぐ疾病の命名法に従っている」と説明している。

### 2023年5月
2023年5月4日、緊急委員会は「国際的に懸念される公衆衛生上の緊急事態」を終了する勧告をテドロス・アダノム事務局長に対して行い、これを受けて5日に正式に緊急事態は解除された。この際にテドロス事務局長は「緊急事態から、他の感染症への対応と並行して（流行を）制御する局面に移った」としながらも「いま、どの国でも起こり得る最悪な事態は、今回の知らせを理由に警戒を緩め、構築したシステムを解体、あるいは国民にCOVID-19を心配する必要はないというメッセージを発信することだ」と述べ、新型コロナウイルスによる危険が去ったことを意味するわけではなく、状況が変われば再度緊急事態を復活させる可能性があるとした。